# زاوية سيدي أمحمد بوقبرين
زاوية بلوزداد أو زاوية سيدي أمحمد بن عبد الرحمن الأزهري هي إحدى الزوايا في الجزائر التابعة لمنهاج الطريقة الرحمانية، والواقعة في بلدية بلوزداد بدائرة حسين داي ضمن ولاية الجزائر.

## التأسيس
تم تأسيس زاوية سيدي أمحمد بوقبرين من طرف العالم الزواوي سيدي أمحمد بن عبد الرحمن الأزهري في مدينة الجزائر بعد أن استقرّ فترة في منطقة القبائل والزواوة حول جرجرة كواعظ ومرشد، وذلك بعد عودته من رحلته العلمية.
ثم انتقل سيدي أمحمد بن عبد الرحمن الأزهري إلى قرية الحامة قرب مدينة الجزائر في عهد «الباشا محمد بابا»، واستقرّ هناك وتصدّى للتعليم، ولنشر الطريقة الخلوتية، والتفّ حوله عدد كبير من الطلاّب.
فعلا صيته وذاعت شهرته، وأهدى له أفراد عائلة «بني عيسى» قطعة أرض بنى عليها زاويته الّتي اتّخذها مركزا لنشر الطريقة وملتقى للمريدين في عهد «حسن باشا».
كان العلامة سيدي أمحمد بن عبد الرحمن الأزهري بذلك أول من أسس للطريقة الرحمانية بالجزائر العاصمة.

## المرافق
تضم زاوية سيدي أمحمد بوقبرين حاليا عدّة مرافق، أهمّها:
1. المسجد الجامع.[7]
2. بيت القرآن.
3. بيوت الطلبة.[8]
4. قاعات الإطعام.
5. بيت الوكيل أو الحارس.
6. سكنات لإقامة الزائرين.[9]
7. مسكن شيخ الزاوية.[10]
8. مقام سيدي أمحمد بن عبد الرحمن الأزهري[11]
9. مقبرة خارج المسجد.[12]

## النشاط الصوفي

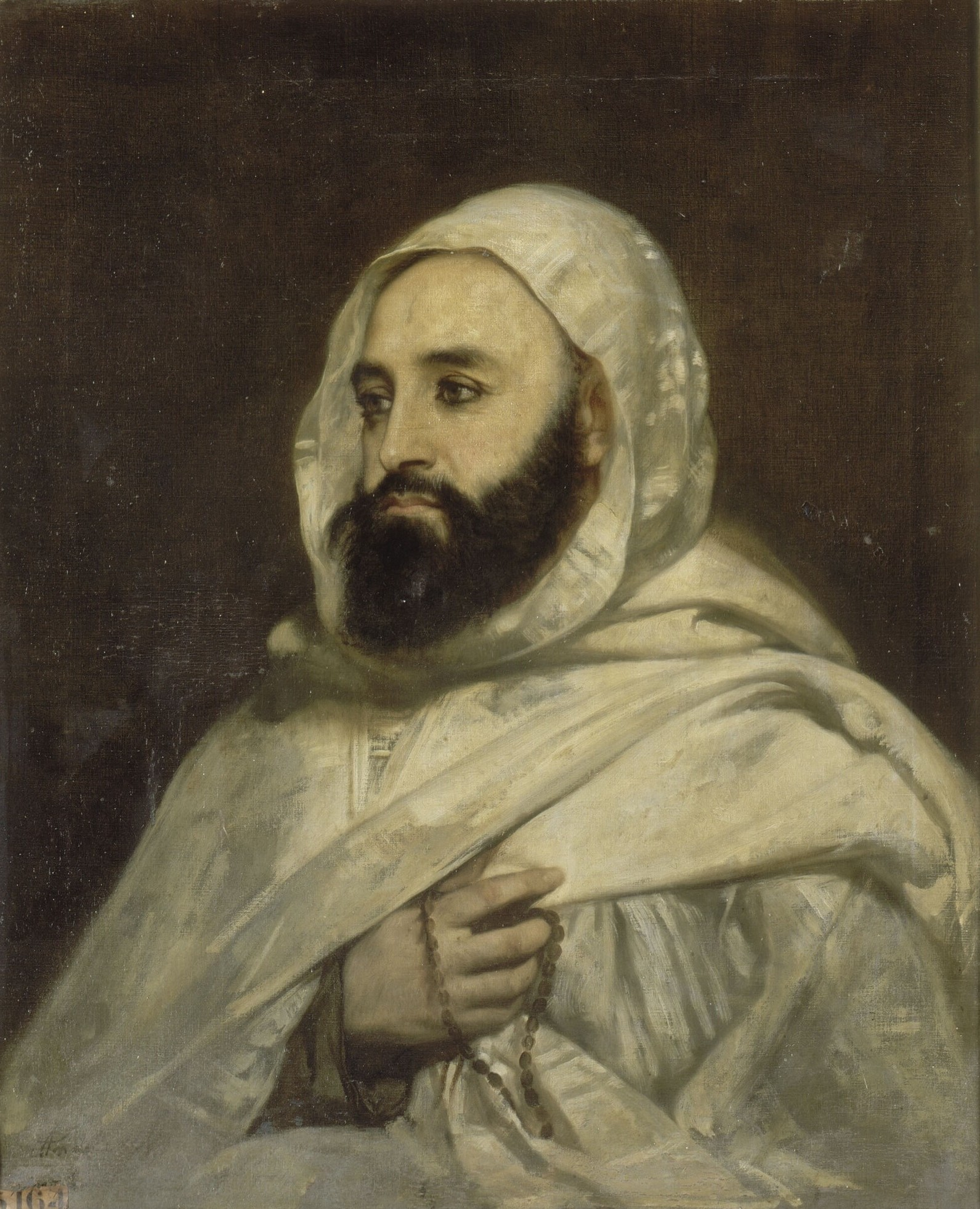
الأمير عبد القادر (1808م-1883م)

ازدهر النشاط الصوفي في زاوية سيدي أمحمد بوقبرين خلال حكم «مصطفى باشا» من 1798م إلى 1805م.
وكانت خاصية الطريقة الرحمانية التي أسسها سيدي أمحمد بوقبرين أنها كانت رمز المرجعية الدينية الجزائرية حيث أن علماءها جزائريون خالصون.
وقد بلغ انتشار هذه الطريقة الصوفية السنية إلى حد انتسب إليها 50% من مجموع الزوايا في الجزائر.
وقد كان الأمير عبد القادر الجزائري قد انتسب إلى الطريقة الرحمانية أثناء قيام دولته الممتدة من الغرب الجزائري إلى غاية منطقة القبائل.

## شيوخ الزاوية
| رقم | الشيخ                            | البداية | النهاية |
| --- | -------------------------------- | ------- | ------- |
| 01  | سيدي أمحمد بن عبد الرحمن الأزهري | 1770م   | 1794م   |
| 02  | سيدي علي بن عيسى                 | 1794م   | 1823م   |
| 03  | مصطفى بن عبد الرحمان بن باشطارزي | 1790م   | 1812م   |
| 04  | سيدي محمد بن عزوز                | 1812م   | 1817م   |

## أعلام الزاوية
- سيدي أمحمد بن عبد الرحمن الأزهري.[19]

## الموقع
تقع «زاوية بلوزداد» على بُعد 1 كلم إلى الجنوب الغربي من ساحل خليج الجزائر في ولاية الجزائر وعلى بعد 5 كلم إلى الجنوب من قصبة الجزائر، وعلى بعد 7 كلم إلى الغرب من جامع الجزائر.
وهذا الموقع الرائع قرب جبال ساحل الجزائر يجعل منه موقعا استراتيجيا مطلا على خليج الجزائر.
وتقع هذه الزاوية في شمال سهل متيجة مقابلة لسلسلة جبال الخشنة.

## استرجاع الدولة الجزائرية لأوقاف زاوية سيدي أمحمد
تسعى وزارة الشؤون الدينية الجزائرية لاسترجاع أوقاف «زاوية سيدي أمحمد بوقبرين» باسم الدولة الجزائرية.
ذلك أن مشروع تهيئة الواجهة البحرية لولاية الجزائر مع هدم البنايات القديمة والهشة قدأدى إلى شغور الكثير من الصحون العقارية التي كانت أوقافا إسلامية قبل استحواذ الاحتلال الفرنسي عليها.
وبالتالي، فإن البنايات حول «زاوية سيدي أمحمد بوقبرين» في بلوزداد مندرجة في مخطط مديرية الشؤون الدينية والأوقاف لولاية الجزائر للوفاء للباذلين الذين أوقفوا وحبسوا أملاكهم في سبيل الله منذ قرون.
وتم اعتماد عام 2017م لإدماج الوقف في التنمية الوطنية الجزائرية من خلال تفعيل آليات استرجاع الأوقاف وتثميرها وتطويرها.

## المقبرة

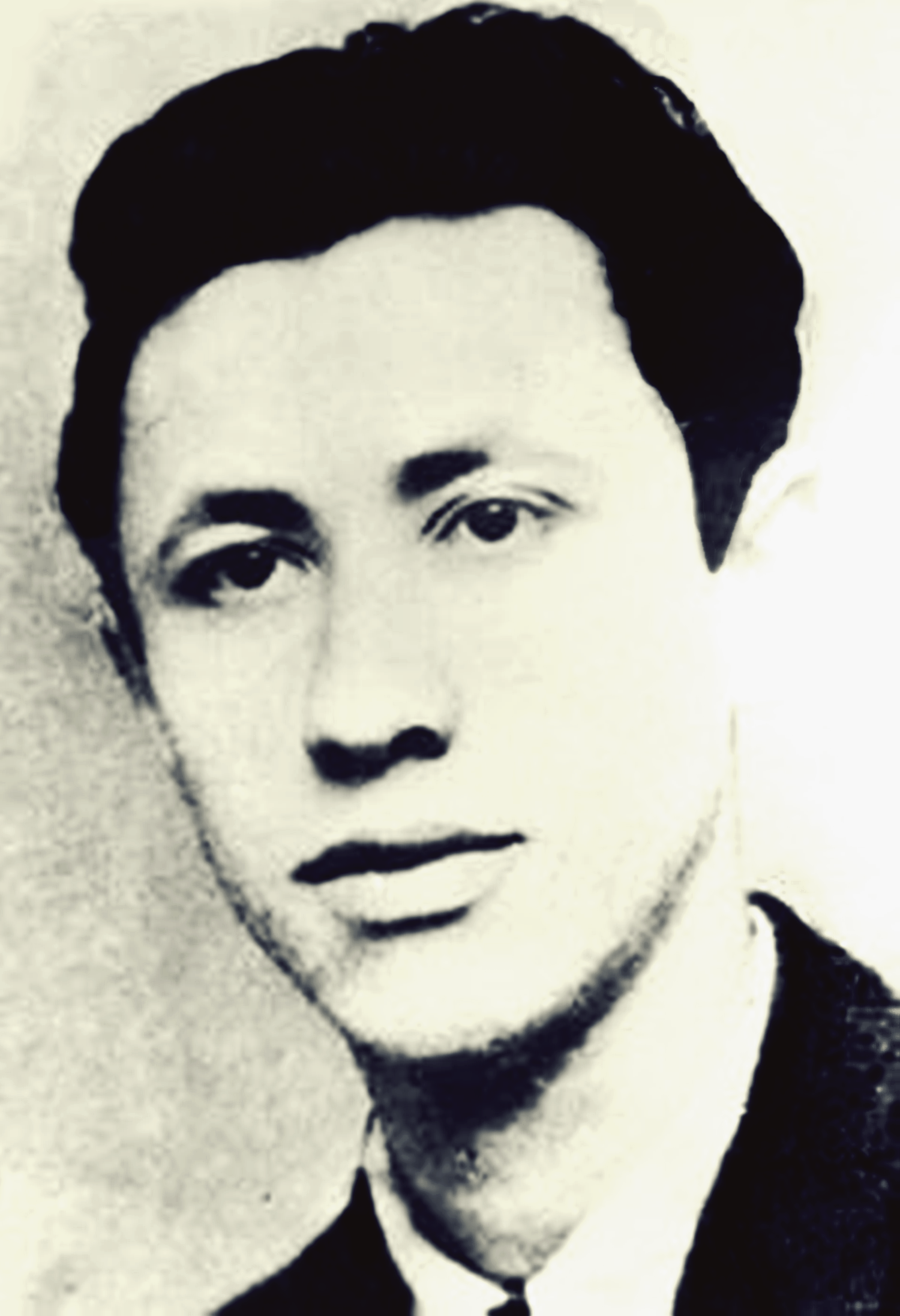
محمد بلوزداد

توجد مقبرة إسلامية حول «زاوية سيدي أمحمد بوقبرين» دُفن فيها الكثير من أعيان الجزائر، وكانت تتخللها أشجار الزيتون والبطم العدسي والصبار.
- محمد بلوزداد[36]
- أمينة بلوزداد
- حسيبة بن بوعلي[37]
- زبير بوعجاج[38]
- سيدي أمحمد بوقبرين[39]
- عبد الرحمن الجيلالي[40]
- العربي زكال[41]
- عيسات إيدير[42]
- مالك بن نبي
- محمد البشير الإبراهيمي

## مكتبة الصور

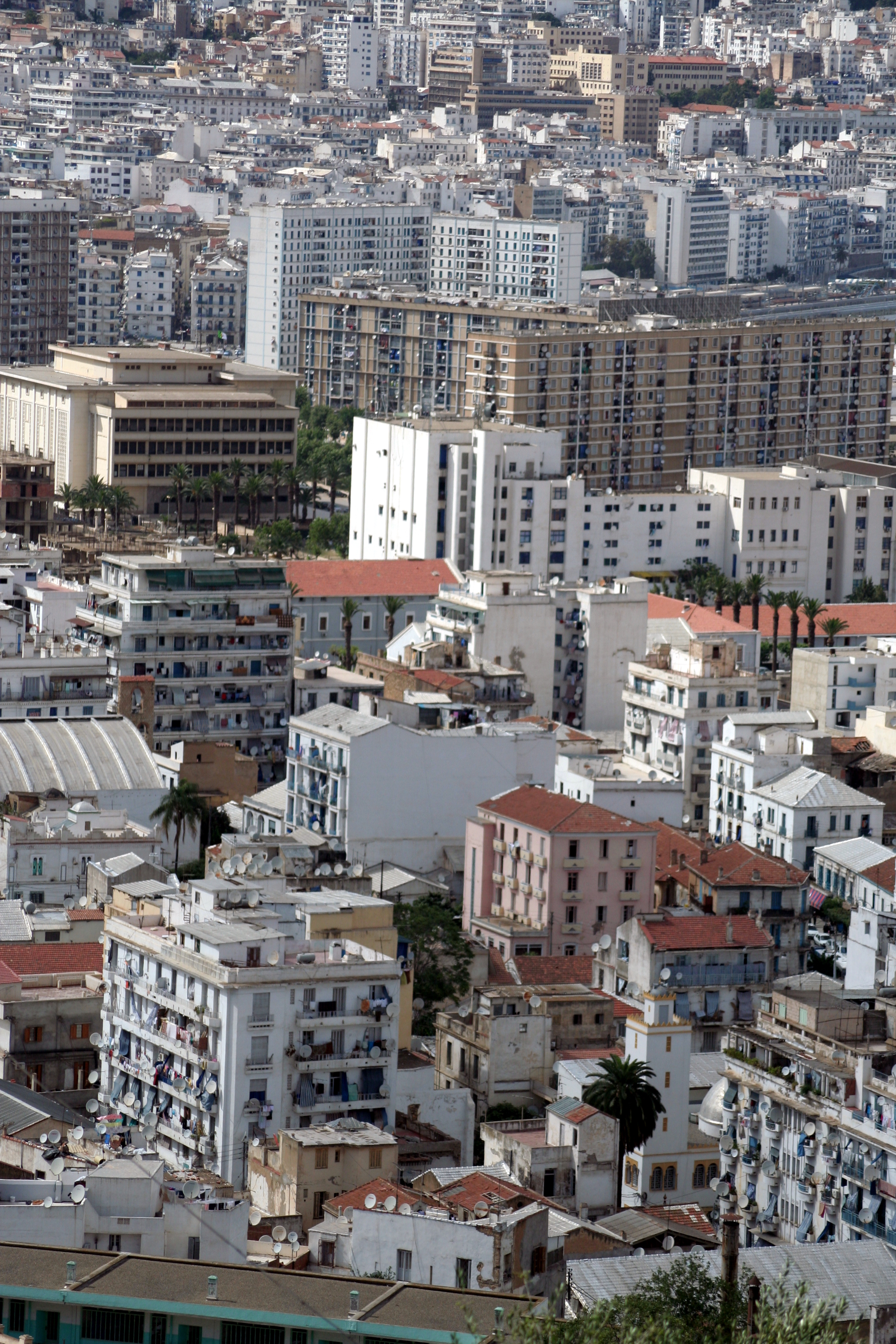
منظر من بلدية بلوزداد
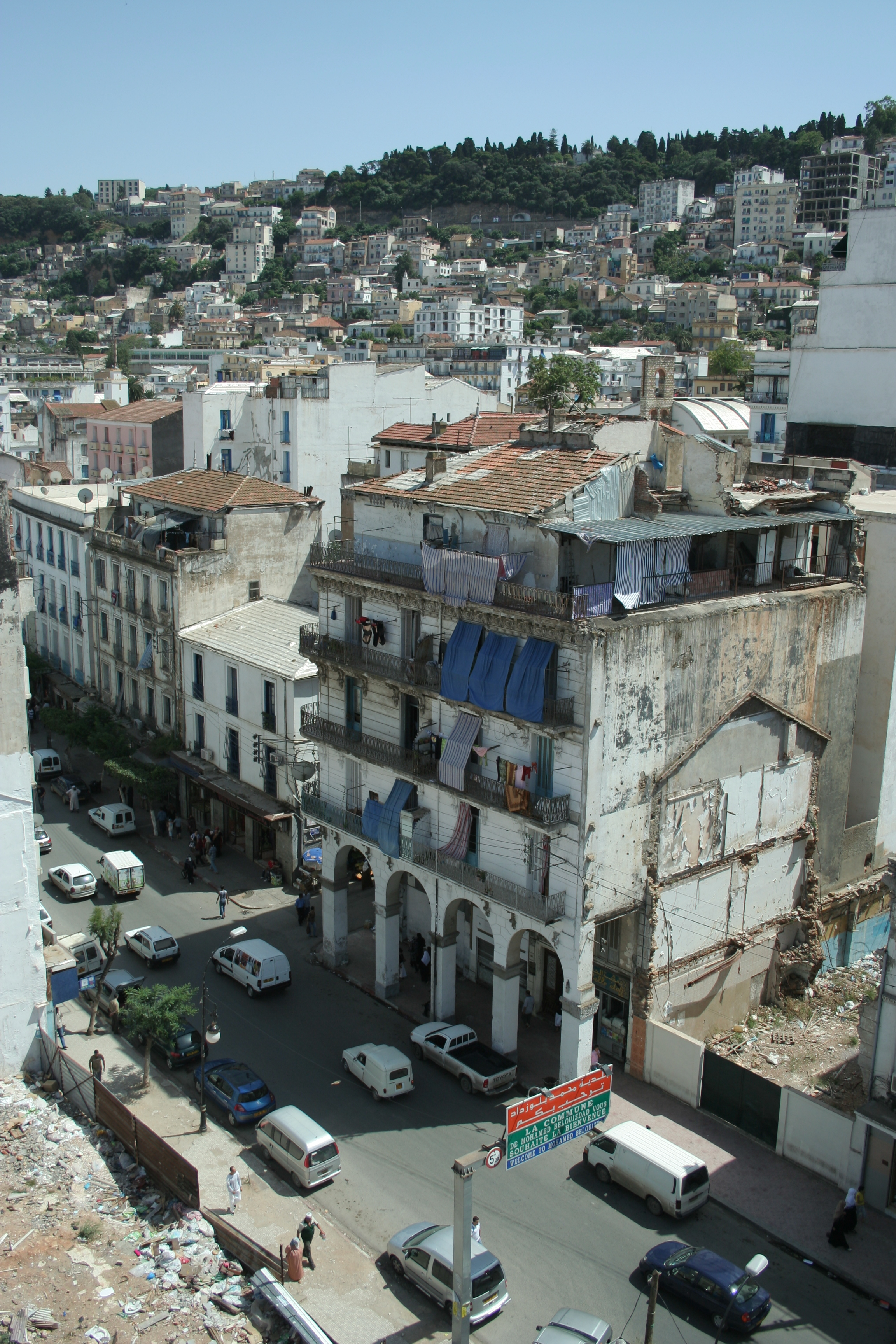
منظر من بلدية بلوزداد
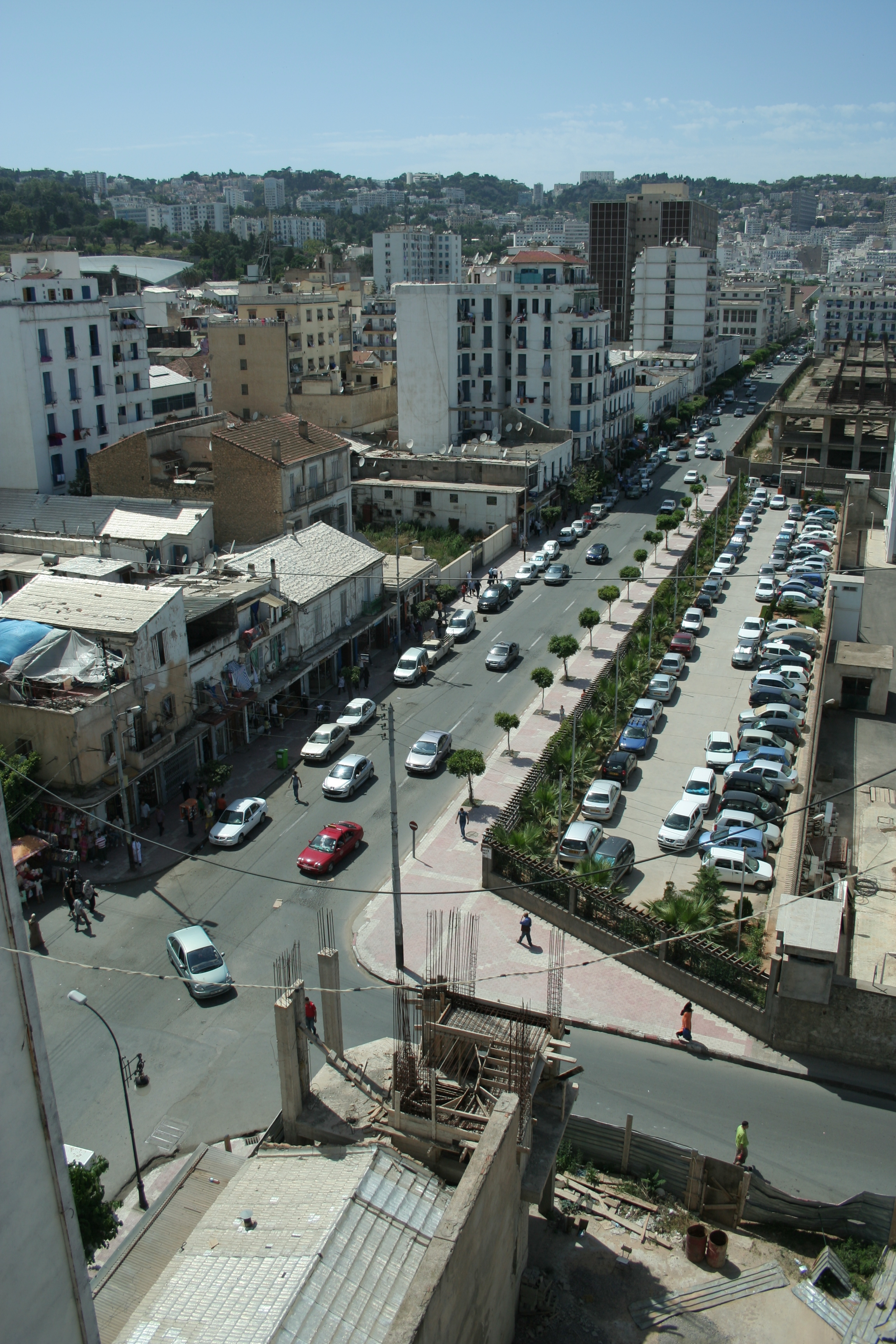
منظر من بلدية بلوزداد
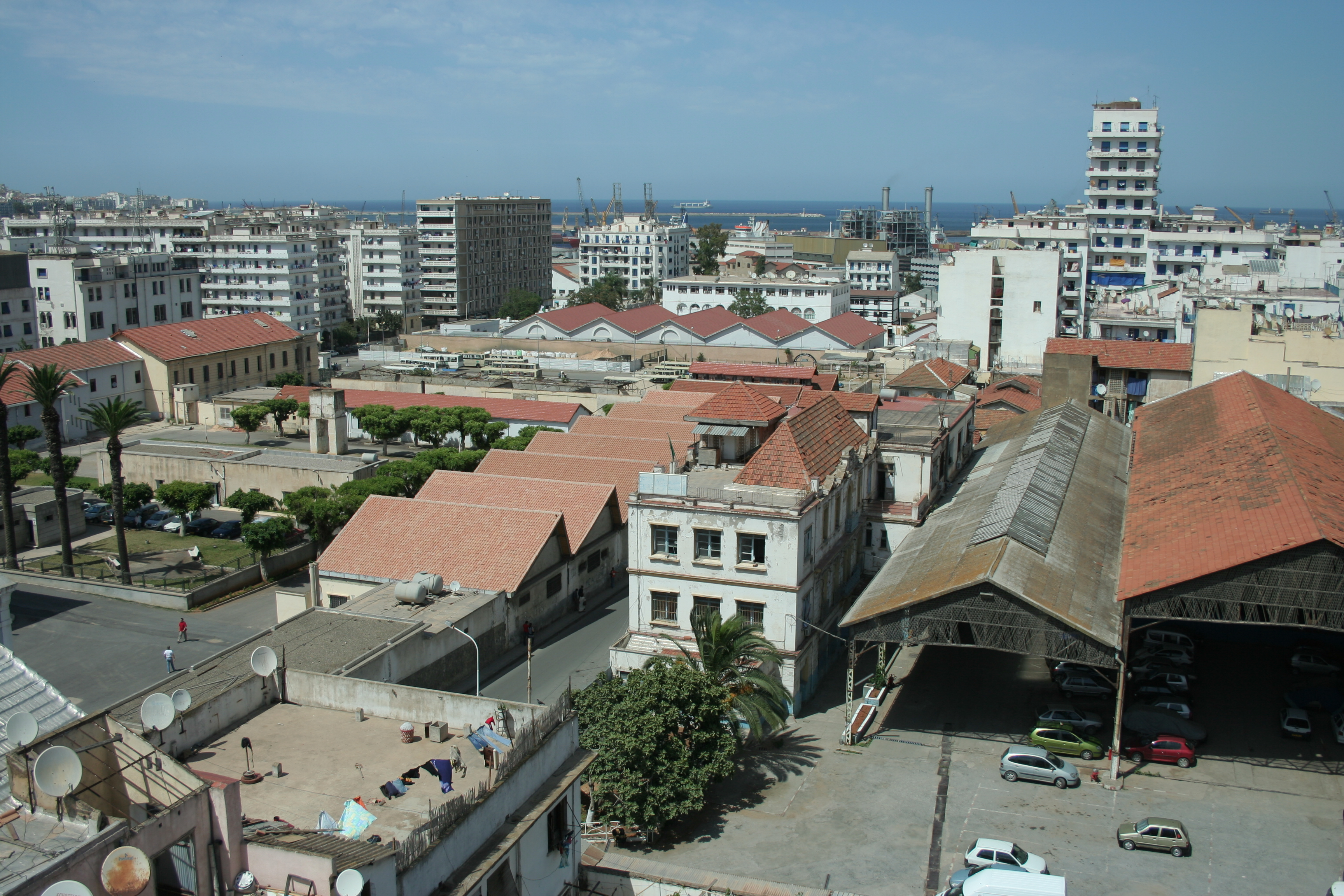
منظر من بلدية بلوزداد
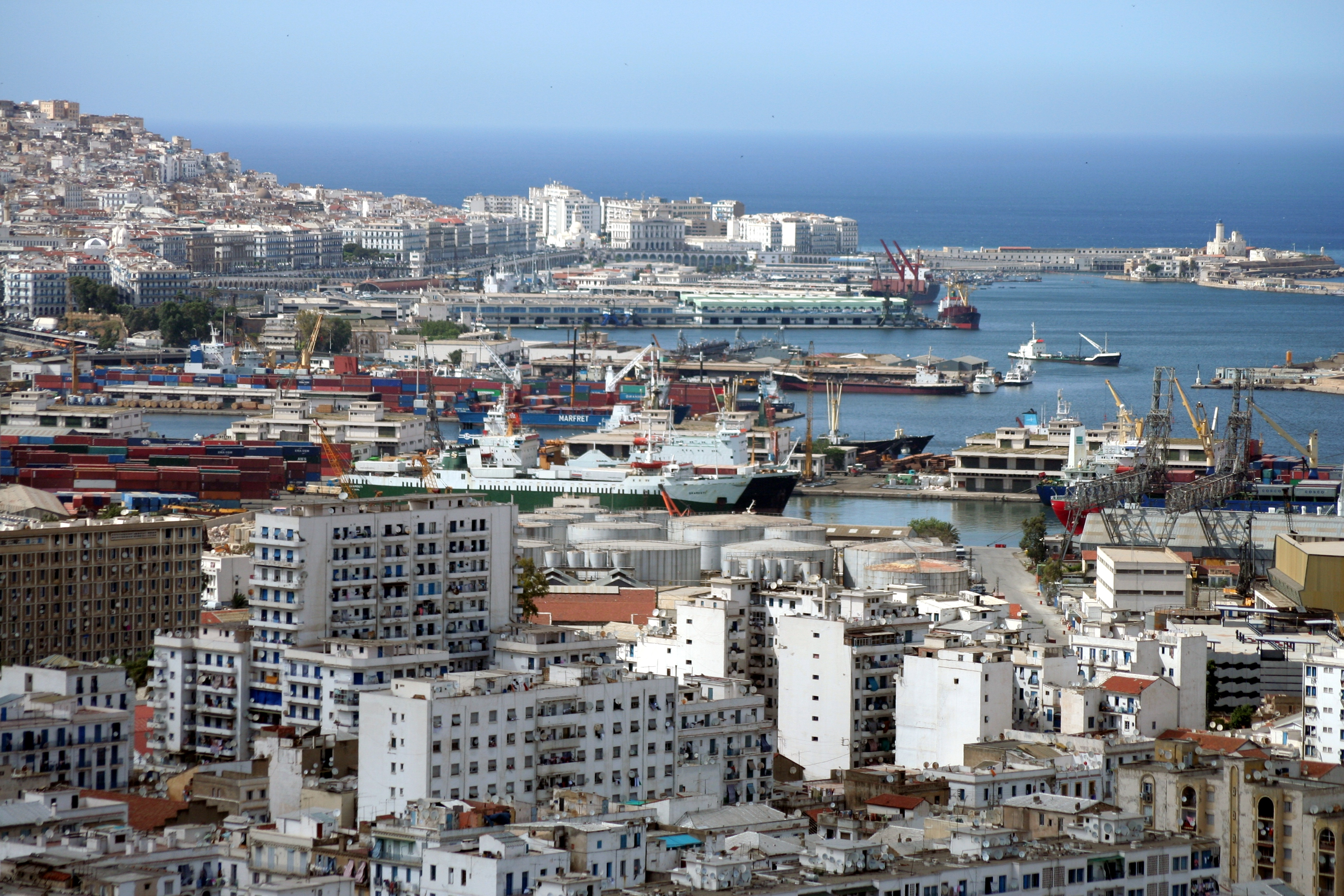
منظر من بلدية بلوزداد
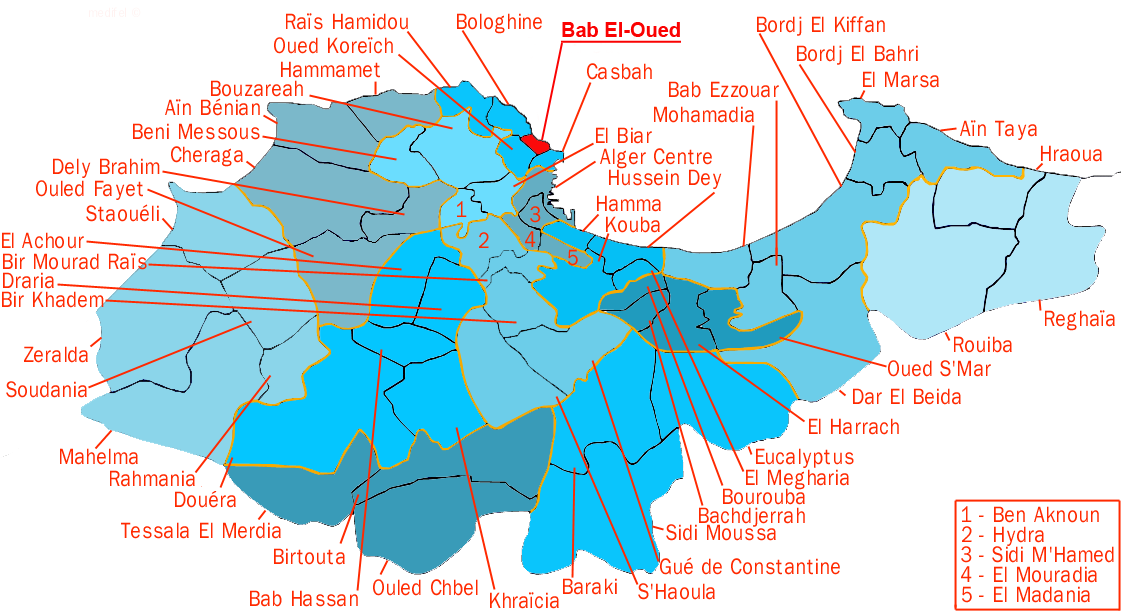
بلوزداد في ولاية الجزائر
بلوزداد في ولاية الجزائر
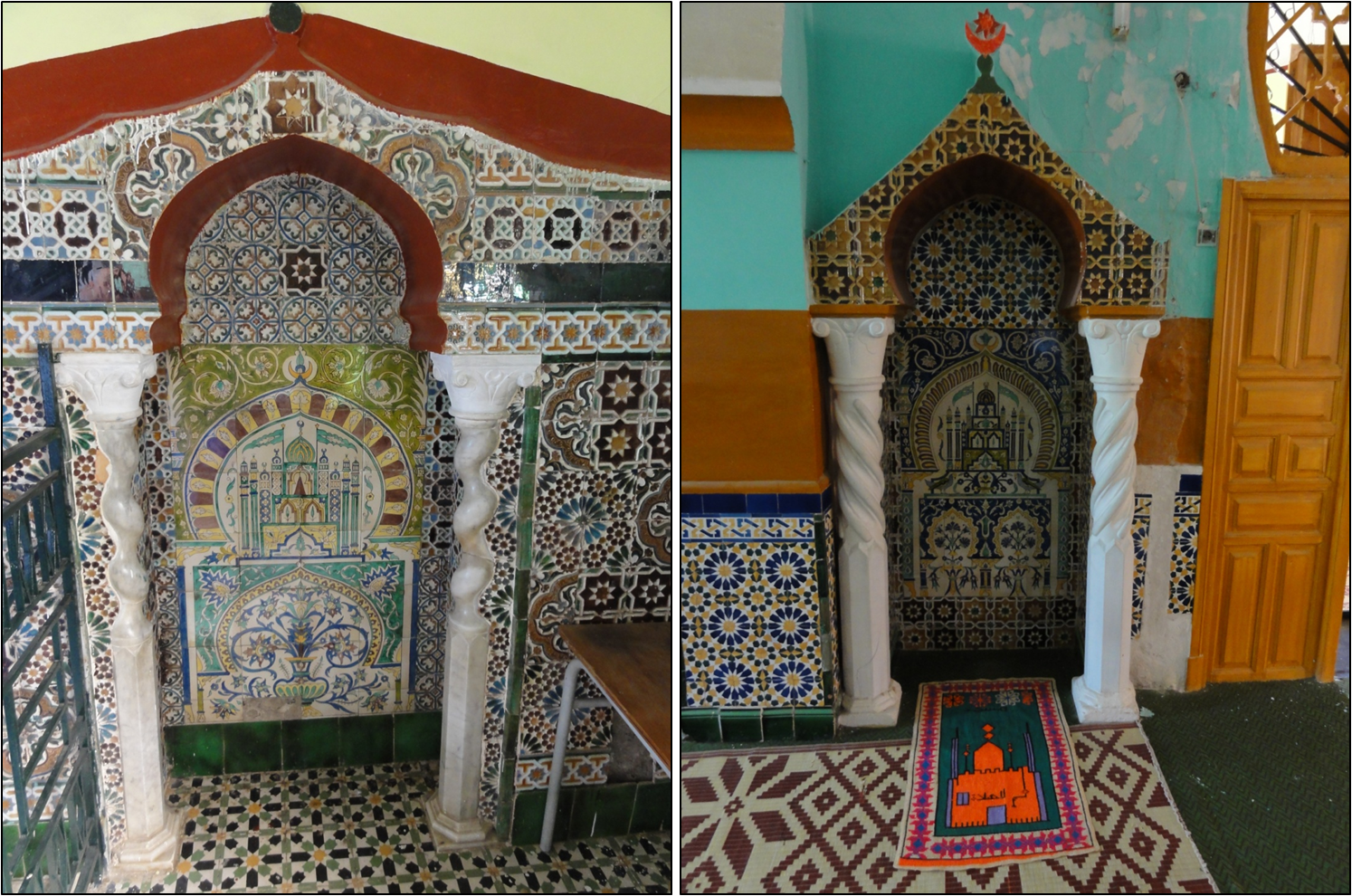
زاوية بونوح
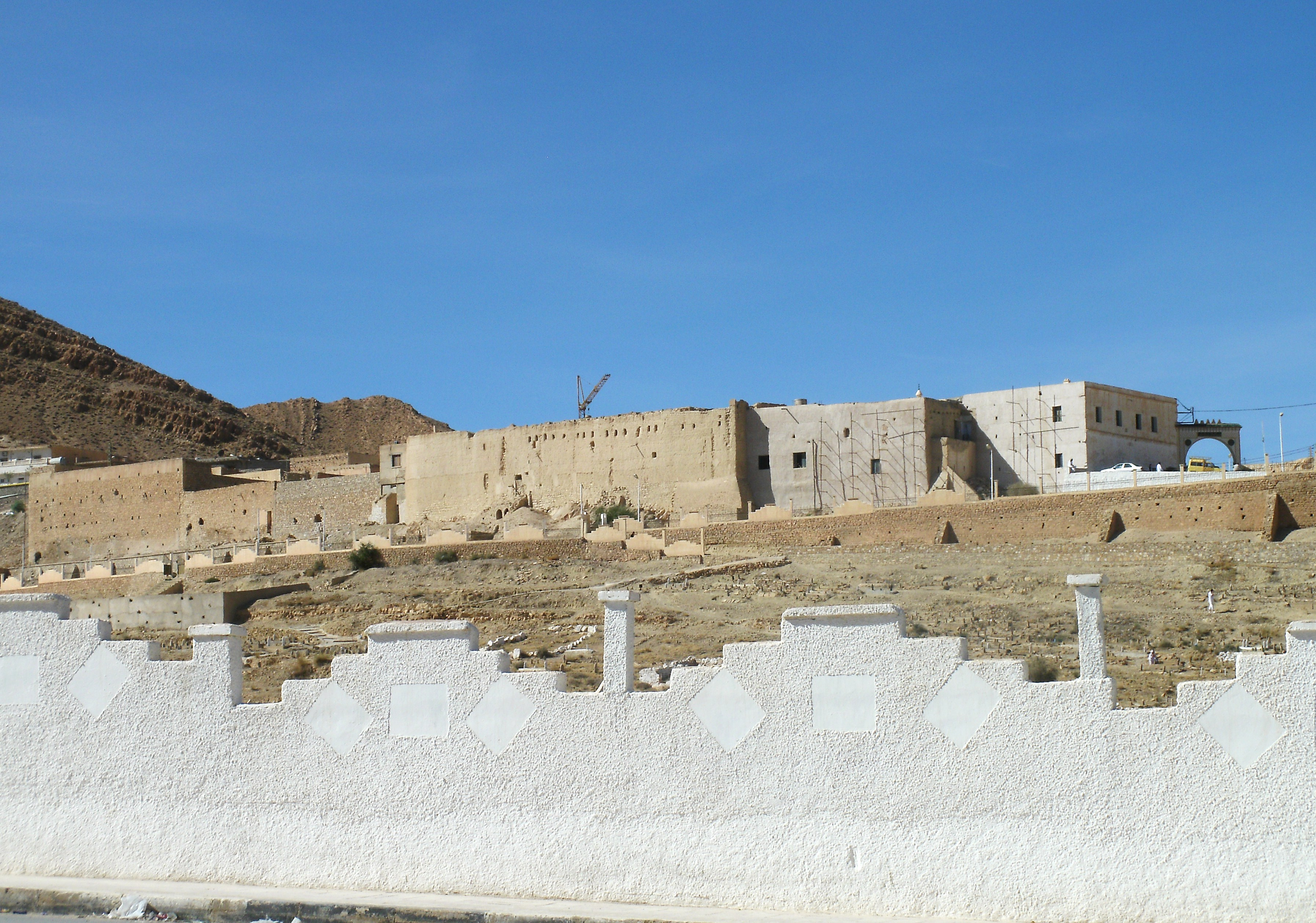
زاوية الهامل

### مواضيع ذات صلة
- المرجعية الدينية الجزائرية
- وزارة الشؤون الدينية الجزائرية
- الحزب الراتب: الحزاب - الباش حزاب - السلكة
- الزوايا في الجزائر
- الطريقة الرحمانية
- زاوية سيدي بوسحاقي الزواوي
- زاوية سيدي بالوة الزواوي
- محمد بن عبد الرحمن الأزهري
- الشيخ الحداد
- علي ولد سي السعدي
- طريقة صوفية
- صوفية
- تاريخ التصوف
- ولاية الجزائر
- دائرة حسين داي
- بلدية بلوزداد
- منطقة القبائل
- زواوة
- جبال ساحل الجزائر

### فيديوهات
- زاوية سيدي أمحمد بوقبرين على يوتيوب
- مقبرة سيدي أمحمد بوقبرين على يوتيوب
- وثائقي حول بلدية بلوزداد على يوتيوب
- وثائقي حول بلدية بلوزداد على يوتيوب
- صور حول بلدية بلوزداد على يوتيوب

### وصلات خارجية
- الموقع الرسمي لوزارة الشؤون الدينية والأوقاف الجزائرية